# Ai Xuan
Ai Xuan (艾軒; Jinhua, 11 novembre 1947) è un pittore cinese.

## Biografia
Nel 1967 si laurea presso la Central Academy of Fine Arts School. Dal 1980, sei dei dipinti di Ai sono stati presentati alla mostra nazionale. Ha anche vinto numerosi premi tra cui: nel 1981, Premio giovanile nazionale d'Arte di seconda classe per il suo olio pittura "all'ingrosso" e, nel 1986, un secondo premio di arte asiatica per la sua pittura a olio "neve".
Nel 1987, Ai ha trascorso un anno negli Stati Uniti, visitando gli accademici all'Oklahoma City University. Nella stessa città ha ospitato una sua mostra personale. Ai inoltre si è recato in Gran Bretagna per partecipare all'asta organizzata per raccogliere fondi per la ristrutturazione della Grande muraglia cinese.
Insegna all'Istituto di Pittura di Pechino. Ai risiede a Pechino ed è membro della China Artists Association.
È figlio di Ai Qing, poeta e oppositore del regime comunista cinese mentre il suo fratello consanguineo è Ai Weiwei, famoso artista e attivista anti-regime.